# Cormocephalus venezuelianus
Cormocephalus venezuelianus är en mångfotingart som först beskrevs av Henri W. Brölemann 1898.  Cormocephalus venezuelianus ingår i släktet Cormocephalus och familjen Scolopendridae.
Artens utbredningsområde är Venezuela. Inga underarter finns listade i Catalogue of Life.